# Horace Brinsmead
Horace Clowes Brinsmead (geboren am 2. Februar 1883 in Hampstead (London); gestorben am 11. März 1934 in Melbourne) war zwischen 1920 und 1931 der verantwortliche Beamte für zivile Luftfahrt in Australien (Controller of Civil Aviation).
Er wanderte im Alter von 20 Jahren nach Australien aus, wo er sich im Norden von Queensland niederließ. Nach ersten Misserfolgen zog er nach Tonga. Nach Ausbruch des Ersten Weltkriegs schloss er sich im Dezember 1914 als Freiwilliger der Australian Imperial Force an. Seine Einheit wurde zunächst auf Gallipoli eingesetzt, danach kämpfte er bei Pozières, wo er verwundet wurde. In England nahm er an einer Offiziersschulung teil, schloss sich dem Australian Flying Corps an und wurde 1919 zum Lieutenant Colonel befördert. Aufseiten der britischen Delegation nahm er an der Friedenskonferenz in Paris teil.
Nach seiner Rückkehr nach Australien wurde Brinsmead zum ersten Chef der zivilen Luftaufsicht Australiens ernannt. Zu seinem Aufgabenbereich gehörte die Ausarbeitung von Luftverkehrsgesetzen sowie die Einrichtung von Pilotenausbildung, Flughäfen und Landepisten sowie die Luftsicherheit. Seine »Behörde« war mit zunächst acht Mitarbeitern eher klein. Sein Stellvertreter war der Vermesser und Pilot Edgar Johnston. Brinsmeads Tätigkeit beim Aufbau eines strukturierten Luftverkehrswesens wurde weithin als effizient gewürdigt.
Als Brinsmead im Dezember 1931 nach London reiste, um dort über die Einrichtung einer ständigen Luftpostroute zu verhandeln, stürzte sein Flugzeug nach dem Start vom Flughafen in Alor Setar in Malaysia ab. Es gab keine Opfer, Brinsmead trug nur leichte Verwundungen davon. Anstatt auf ein Ersatzflugzeug zu warten, nahm Brinsmead eine Maschine der KLM und reiste mit dieser weiter. Das Flugzeug stürzte unmittelbar nach dem Start in Don Muang bei Bangkok ab. Es gab fünf Tote, Brinsmead wurde schwer verletzt und war fortan arbeitsunfähig. Sein Amt führte Edgar Johnston (zunächst nur kommissarisch) fort, Brinsmead starb zwei Jahre später in Melbourne.

## Ehrungen
- Die australische Linie Qantas benannte nach 1947 eine Serie von Lockheed-Constellation-Maschinen nach Luftfahrtpionieren, 1951 eine davon nach Brinsmead.
- In seinem 2000 erschienenen Buch über Australien, Frühstück mit Kängurus, schildert der Autor Bill Bryson die Geschichte Brinsmeads, nennt ihn aber irrtümlicherweise Harold C. Brinsmead. Es sei Ironie des Schicksals, dass Brinsmead seine letzte Reise antrat, um die Verlässlichkeit des Flugverkehrs zu demonstrieren.[1]

## Verweise und Quellen
1. ↑  Bill Bryson, Frühstück mit Kängurus. Australische Abenteuer. Goldmann, 2001. (Engl. Original: Down Under, 2000)

- Biographie des Luftfahrtmuseums Melbourne (eng)
- Publikation des Australian Heritage Council (eng)

| Personendaten    | Personendaten                              |
| ---------------- | ------------------------------------------ |
| NAME             | Brinsmead, Horace                          |
| ALTERNATIVNAMEN  | Brinsmead, Horace Clowes                   |
| KURZBESCHREIBUNG | Beamter für zivile Luftfahrt in Australien |
| GEBURTSDATUM     | 2. Februar 1883                            |
| GEBURTSORT       | Hampstead (London)                         |
| STERBEDATUM      | 11. März 1934                              |
| STERBEORT        | Melbourne                                  |